# Lofast
Povezava Lofotov s celino (norveško Lofotens fastlandsforbindelse) ali Lofast je del evropske poti E10, ki povezuje norveško otočje Lofoti s celino in omogoča neposreden dostop do Lofotov iz okoliških občin.
To cesto so začeli graditi jeseni 1993, začasno ustavili leta 1998, ko je bil dokončan prvi del. Ponovno se je začelo leta 2003, Lofast pa je bila uradno odprta 1. decembra 2007. Pravzaprav Lofast povezuje Lofote s starejšim cestnim omrežjem na Hinnøyi, ki je že bilo povezano s celino.
E10 od Lofotov do celine je prej potekala preko otočja Vesterålen s trajektom Melbu–Fiskebøl. Ta cesta je potekala skozi več mest z neenakomernimi omejitvami hitrosti. Lofast je bistveno krajša cestna povezava čez Hinnøyo do celine, ki ne zahteva trajektnih prehodov in omogoča vožnjo z relativno visokimi hitrostmi. Na primer, vožnja z avtobusom od letališča Harstad/Narvik, Evenes do Svolværja na Lofotih, ki je včasih trajala 4 ure in 15 minut, vključno s vožnjo s trajektom (210 km), zdaj traja le 3 ure vključno z postanki (170 km). To potovanje je lahko celo nekaj več kot 2 uri, če se vozite z avtomobilom brez postankov.
Vsi večji otoki na Lofotih so že povezani z mostovi ali podvodnimi predori. To pomeni, da je po izgradnji Lofasta večina Lofotov zdaj povezana s celinsko Norveško. Lofast uporablja več predorov, največji je predor Sørdal (6,3 km), tu je tudi predor Sløverfjord (3,3 km) in še pet predorov ter 700 m dolg most Raftsund. Zadnji most, ki prečka Hinnøya na celino, je s prej obstoječim mostom Tjeldsund.
Kasneje se je začelo načrtovati izboljšanje ceste od vzhodnega konca Lofasta pri Gullesfjordbotnu do bližine letališča Harstad/Narvik. To bo vključevalo več gorskih predorov in podmorski predor pod prelivom Tjeldsundet ter skrajšalo razdaljo za 35 km in čas vožnje za 30 minut. To naj bi bilo končano do leta 2030.